# Bielice (Neder-Silezië)
Bielice is een dorp in de Poolse woiwodschap Neder-Silezië. De plaats maakt deel uit van de gemeente Stronie Śląskie en telt 40 inwoners.